# RR Lyncis
RR Lyncis (RR Lyn / HD 44691 / HR 2291) es una estrella variable en la constelación del Lince cuya magnitud aparente varía entre +5,52 y +6,03. Se encuentra a 272 años luz de distancia del sistema solar.
RR Lyncis es una binaria eclipsante y una binaria espectroscópica. Su órbita tiene un período de 9,945 días con una pequeña excentricidad de 0,08. Los tipos espectrales estimados de las dos componentes son A6IV para la estrella principal y F0V para la secundaria. La primera, una estrella subgigante, ha comenzado a abandonar la secuencia principal, mientras que la segunda todavía está en ella. La componente principal es 3,6 veces más luminosa que su compañera, siendo su radio 2,57 veces mayor que el radio solar y su masa casi el doble que la del Sol. La estrella secundaria tiene un radio de 1,59 radios solares y una masa de 1,51 masas solares. La separación entre ambas es de 0,14 UA.
Se ha propuesto la presencia de una tercera estrella en el sistema, de muy baja masa y poca luminosidad, cuya órbita sería muy excéntrica (ε = 0,96) con un período orbital de 39,7 años.